# Europamästerskapen i simsport 2014
Europamästerskapen i simsport 2014 var de 32:e europamästerskapen i simsport, och avgjordes i arenan Velodrom i Berlin i Tyskland från den 13 till den 24 augusti 2014. Värdorten Berlin hade arrangerat tävlingarna en gång tidigare – 2002.

## Medaljtabell
Värdnation
| Pl. | Nation         | Guld | Silver | Brons | Totalt |
| --- | -------------- | ---- | ------ | ----- | ------ |
| 1   | Storbritannien | 11   | 8      | 8     | 27     |
| 2   | Ryssland       | 9    | 7      | 3     | 19     |
| 3   | Italien        | 8    | 3      | 12    | 23     |
| 4   | Tyskland       | 6    | 8      | 8     | 22     |
| 5   | Danmark        | 6    | 1      | 2     | 9      |
| 6   | Ungern         | 5    | 6      | 6     | 17     |
| 7   | Frankrike      | 5    | 4      | 3     | 12     |
| 8   | Sverige        | 3    | 6      | 1     | 10     |
| 9   | Spanien        | 3    | 5      | 5     | 13     |
| 10  | Nederländerna  | 3    | 5      | 2     | 10     |
| 11  | Polen          | 2    | 1      | 1     | 4      |
| 12  | Serbien        | 2    | 0      | 0     | 2      |
| 13  | Ukraina        | 1    | 3      | 7     | 11     |
| 14  | Litauen        | 1    | 1      | 2     | 4      |
| 15  | Vitryssland    | 1    | 1      | 1     | 3      |
| 16  | Färöarna       | 0    | 2      | 0     | 2      |
| 17  | Grekland       | 0    | 1      | 0     | 1      |
| 18  | Slovenien      | 0    | 0      | 1     | 1      |
| 18  | Finland        | 0    | 0      | 1     | 1      |
| 18  | Belgien        | 0    | 0      | 1     | 1      |
| 18  | Österrike      | 0    | 0      | 1     | 1      |

Referens 

## Program
Tävlingsdatum för de olika grenarna
- Konstsim: 13–17 augusti
- Simhopp: 18–24 augusti
- Simning: 18–24 augusti
- Öppet vatten-simning: 13–17 augusti

## Simning

### Tävlingsschema simning
| Grön | Försök och semifinal | Gul | Final |

| Gren / datum    | 18 mån | 19 tis | 20 ons | 21 tor | 22 fre | 23 lör | 24 sön |
| --------------- | ------ | ------ | ------ | ------ | ------ | ------ | ------ |
| 50 m frisim     |        |        |        |        |        |        |        |
| 100 m frisim    |        |        |        |        |        |        |        |
| 200 m frisim    |        |        |        |        |        |        |        |
| 400 m frisim    |        |        |        |        |        |        |        |
| 800 m frisim    |        |        |        |        |        |        |        |
| 1 500 m frisim  |        |        |        |        |        |        |        |
| 50 m ryggsim    |        |        |        |        |        |        |        |
| 100 m ryggsim   |        |        |        |        |        |        |        |
| 200 m ryggsim   |        |        |        |        |        |        |        |
| 50 m bröstsim   |        |        |        |        |        |        |        |
| 100 m bröstsim  |        |        |        |        |        |        |        |
| 200 m bröstsim  |        |        |        |        |        |        |        |
| 50 m fjärilsim  |        |        |        |        |        |        |        |
| 100 m fjärilsim |        |        |        |        |        |        |        |
| 200 m fjärilsim |        |        |        |        |        |        |        |
| 200 m medley    |        |        |        |        |        |        |        |
| 400 m medley    |        |        |        |        |        |        |        |
| 4x100 m frisim  |        |        |        |        |        |        |        |
| 4x200 m frisim  |        |        |        |        |        |        |        |
| 4x100 m medley  |        |        |        |        |        |        |        |

| Gren / datum    | 18 mån | 19 tis | 20 ons | 21 tor | 22 fre | 23 lör | 24 sön |
| --------------- | ------ | ------ | ------ | ------ | ------ | ------ | ------ |
| 50 m frisim     |        |        |        |        |        |        |        |
| 100 m frisim    |        |        |        |        |        |        |        |
| 200 m frisim    |        |        |        |        |        |        |        |
| 400 m frisim    |        |        |        |        |        |        |        |
| 800 m frisim    |        |        |        |        |        |        |        |
| 1 500 m frisim  |        |        |        |        |        |        |        |
| 50 m ryggsim    |        |        |        |        |        |        |        |
| 100 m ryggsim   |        |        |        |        |        |        |        |
| 200 m ryggsim   |        |        |        |        |        |        |        |
| 50 m bröstsim   |        |        |        |        |        |        |        |
| 100 m bröstsim  |        |        |        |        |        |        |        |
| 200 m bröstsim  |        |        |        |        |        |        |        |
| 50 m fjärilsim  |        |        |        |        |        |        |        |
| 100 m fjärilsim |        |        |        |        |        |        |        |
| 200 m fjärilsim |        |        |        |        |        |        |        |
| 200 m medley    |        |        |        |        |        |        |        |
| 400 m medley    |        |        |        |        |        |        |        |
| 4x100 m frisim  |        |        |        |        |        |        |        |
| 4x200 m frisim  |        |        |        |        |        |        |        |
| 4x100 m medley  |        |        |        |        |        |        |        |

| Gren / datum   | 18 mån | 19 tis | 20 ons | 21 tor | 22 fre | 23 lör | 24 sön |
| -------------- | ------ | ------ | ------ | ------ | ------ | ------ | ------ |
| 4x100 m frisim |        |        |        |        |        |        |        |
| 4x100 m medley |        |        |        |        |        |        |        |

### Resultat

#### Herrar
| Event                   | Guld                                                                       | Guld                                    | Silver                                                                         | Silver                                  | Brons                                                                     | Brons                                   |
| 50 m frisim             | Florent Manaudou Frankrike                                                 | 21,32                                   | Konrad Czerniak Polen                                                          | 21,88                                   | Ari-Pekka Liukkonen Finland                                               | 21,93                                   |
| 100 m frisim            | Florent Manaudou Frankrike                                                 | 47,98                                   | Fabien Gilot Frankrike                                                         | 48,36                                   | Luca Leonardi Italien                                                     | 48,38                                   |
| 200 m frisim            | Velimir Stjepanović Serbien                                                | 1.45,78 NR                              | Paul Biedermann Tyskland                                                       | 1.45,80                                 | Yannick Agnel Frankrike                                                   | 1.46,65                                 |
| 400 m frisim            | Velimir Stjepanović Serbien                                                | 3.45,66 NR                              | Andrea d'Arrigo Italien                                                        | 3.46,91                                 | Jay Lelliott Storbritannien                                               | 3.47,50                                 |
| 800 m frisim            | Gregorio Paltrinieri Italien                                               | 7.44,98 CR                              | Pál Joensen Färöarna                                                           | 7.48,49                                 | Gabriele Detti Italien                                                    | 7.45,39                                 |
| 1500 m frisim           | Gregorio Paltrinieri Italien                                               | 14.39,93 ER                             | Pál Joensen Färöarna                                                           | 14.50,59                                | Gabriele Detti Italien                                                    | 14.52,53                                |
|                         |                                                                            |                                         |                                                                                |                                         |                                                                           |                                         |
| 50 m ryggsim            | Vladimir Morozov Ryssland                                                  | 24,64                                   | Jérémy Stravius Frankrike                                                      | 24,84                                   | Chris Walker-Hebborn Storbritannien                                       | 25,00                                   |
| 100 m ryggsim           | Chris Walker-Hebborn Storbritannien                                        | 53,32                                   | Jérémy Stravius Frankrike                                                      | 53,64                                   | Jan-Philip Glania Tyskland                                                | 54,15                                   |
| 200 m ryggsim           | Radoslaw Kawecki Polen                                                     | 1.56,02                                 | Christian Diener Tyskland                                                      | 1.57,16                                 | Gabor Balog Ungern                                                        | 1.57,42                                 |
|                         |                                                                            |                                         |                                                                                |                                         |                                                                           |                                         |
| 50 m bröstsim           | Adam Peaty Storbritannien                                                  | 27,00                                   | Giedrius Titenis Litauen                                                       | 27,34                                   | Damir Dugonjic Slovenien                                                  | 27,48                                   |
| 100 m bröstsim          | Adam Peaty Storbritannien                                                  | 58,96                                   | Ross Murdoch Storbritannien                                                    | 59,43                                   | Giedrius Titenis Litauen                                                  | 59,61                                   |
| 200 m bröstsim          | Marco Koch Tyskland                                                        | 2.07,47 CR                              | Ross Murdoch Storbritannien                                                    | 2.07,77                                 | Giedrius Titenis Litauen                                                  | 2.08,93                                 |
|                         |                                                                            |                                         |                                                                                |                                         |                                                                           |                                         |
| 50 m fjärilsim          | Florent Manaudou Frankrike Jauhen Tsurkin Belarus                          | 23,00                                   |                                                                                |                                         | Andrij Hovorov Ukraina Benjamin Proud Storbritannien                      | 23,21                                   |
| 100 m fjärilsim         | Konrad Czerniak Polen                                                      | 51,38 CR                                | László Cseh Ungern                                                             | 51,98                                   | Pavel Sankovich Belarus                                                   | 51,92                                   |
| 200 m fjärilsim         | Viktor B. Bromer Danmark                                                   | 1.55,29                                 | Bence Biczo Ungern                                                             | 1.55,62                                 | Pawel Korzeniowski Polen                                                  | 1.55,74                                 |
|                         |                                                                            |                                         |                                                                                |                                         |                                                                           |                                         |
| 200 m medley            | László Cseh Ungern                                                         | 1.58,10                                 | Philip Heintz Tyskland                                                         | 1.58,17                                 | Roberto Pavoni Storbritannien                                             | 1.58,22                                 |
| 400 m medley            | David Verraszto Ungern                                                     | 4.11,89                                 | Roberto Pavoni Storbritannien                                                  | 4.13,75                                 | Frederico Turrini Italien                                                 | 4.14,15                                 |
|                         |                                                                            |                                         |                                                                                |                                         |                                                                           |                                         |
| 4×100 m frisim Detaljer | Frankrike Mehdy Metella Fabien Gilot Florent Manaudou Jérémy Stravius      | 3.11,64 CR 48,69 47,85 47,54 47,56      | Ryssland Andrej Gretjin Nikita Lobintsev Aleksandr Suchorukov Vladimir Morozov | 3.12,67 48,56 48,54 47,58 47,99         | Italien Luca Dotto Marco Orsi Luca Leonardi Filippo Magnini               | 3.12,78 48,47 48,36 47,69 48,26         |
| 4×200 m frisim          | Tyskland Robin Backhaus Yannick Lebherz Clemens Rapp Paul Biedermann       | 7.09,00 1.48,52 1.48,73 1.46,80 1.44,95 | Ryssland Artem Lobuzov Dmitry Ermakov Alexander Krasnykh Aleksandr Suchorukov  | 7.10,29 1.48,18 1.47,90 1.47,19 1.47,02 | Belgien Louis Croenen Glenn Surgeloose Emmanuel Vanluchene Pieter Timmers | 7.10,39 1.48,41 1.48,56 1.48,25 1.45,17 |
|                         |                                                                            |                                         |                                                                                |                                         |                                                                           |                                         |
| 4×100 m medley          | Storbritannien Chris Walker-Hebborn Adam Peaty Adam Barrett Benjamin Proud | 3.31,73 54,04 58,55 50,69 48,45         | Ryssland Jérémy Stravius Giacomo Perez-Dortona Mehdy Metella Fabien Gilot      | 3.32,47 53,79 1.00,04 51,22 47,42       | Ungern László Cseh Dániel Gyurta Bence Pulai Dominik Kozma                | 3.33,11 54,38 59,64 52,01 47,08         |

#### Damer
| Event                   | Guld                                                                                 | Guld                                       | Silver                                                                      | Silver                                  | Brons                                                                    | Brons                                   |
| 50 m frisim             | Francesca Halsall Storbritannien                                                     | 24,32                                      | Sarah Sjöström Sverige                                                      | 24,37                                   | Jeanette Ottesen Danmark                                                 | 24,53                                   |
| 100 m frisim            | Sarah Sjöström Sverige                                                               | 52,67 CR                                   | Femke Heemskerk Nederländerna                                               | 53,64                                   | Michelle Coleman Sverige                                                 | 53,75                                   |
| 200 m frisim            | Federica Pellegrini Italien                                                          | 1.56,01                                    | Katinka Hosszú Ungern                                                       | 1.56,69                                 | Femke Heemskerk Nederländerna                                            | 1.56,81                                 |
| 400 m frisim            | Jazmin Carlin Storbritannien                                                         | 4.03,24                                    | Sharon Rouwendaal Nederländerna                                             | 4.03,76                                 | Mireia Belmonte Spanien                                                  | 4.04,01                                 |
| 800 m frisim            | Jazmin Carlin Storbritannien                                                         | 8.15,54 CR                                 | Mireia Belmonte Spanien                                                     | 8.21,22                                 | Boglarka Kapas Ungern                                                    | 8.22,06                                 |
| 1500 m frisim           | Mireia Belmonte Spanien                                                              | 15.57,29 CR                                | Boglarka Kapas Ungern                                                       | 16.03,04                                | Martina Rita Caramignoli Italien                                         | 16.05,98                                |
|                         |                                                                                      |                                            |                                                                             |                                         |                                                                          |                                         |
| 50 m ryggsim            | Francesca Halsall Storbritannien                                                     | 27,81                                      | Georgia Davies Storbritannien                                               | 27,82                                   | Mie Østergaard Nielsen Danmark                                           | 27,87                                   |
| 100 m ryggsim           | Katinka Hosszú Ungern Mie Østergaard Nielsen Danmark                                 | 59,63                                      |                                                                             |                                         | Georgia Davies Storbritannien                                            | 59,74                                   |
| 200 m ryggsim           | Duane Da Rocha Marce Spanien                                                         | 2.09,37                                    | Elizabeth Simmonds Storbritannien                                           | 2.09,66                                 | Darija K. Ustinova Ryssland                                              | 2.09,79                                 |
|                         |                                                                                      |                                            |                                                                             |                                         |                                                                          |                                         |
| 50 m bröstsim           | Rūta Meilutytė Litauen                                                               | 29,89                                      | Jennie Johansson Sverige                                                    | 30,52                                   | Moniek Nijhuis Nederländerna                                             | 30,64                                   |
| 100 m bröstsim          | Rikke Møller Pedersen Danmark                                                        | 1.06,23 CR                                 | Jennie Johansson Sverige                                                    | 1.07,04                                 | Arianna Castiglioni Italien                                              | 1.07,36                                 |
| 200 m bröstsim          | Rikke Møller Pedersen Danmark                                                        | 2.19,84 CR                                 | Molly Renshaw Storbritannien                                                | 2.23,82                                 | Jessica Vall Montero Spanien                                             | 2.24,08                                 |
|                         |                                                                                      |                                            |                                                                             |                                         |                                                                          |                                         |
| 50 m fjärilsim          | Sarah Sjöström Sverige                                                               | 24,98                                      | Jeanette Ottesen Danmark                                                    | 25,34                                   | Francesca Halsall Storbritannien                                         | 25,39                                   |
| 100 m fjärilsim         | Jeanette Ottesen Danmark                                                             | 56,51 CR                                   | Sarah Sjöström Sverige                                                      | 56,52                                   | Ilaria Bianchi Italien                                                   | 57,71                                   |
| 200 m fjärilsim         | Mireia Belmonte Spanien                                                              | 2.04,79 CR                                 | Judit Ignacio Sorribes Spanien                                              | 2.06,66                                 | Katinka Hosszú Ungern                                                    | 2.07,28                                 |
|                         |                                                                                      |                                            |                                                                             |                                         |                                                                          |                                         |
| 200 m medley            | Katinka Hosszú Ungern                                                                | 2.08,11 CR                                 | Aimee Willmott Storbritannien                                               | 2.11,44                                 | Lisa Zaiser Österrike                                                    | 2.12,17                                 |
| 400 m medley            | Katinka Hosszú Ungern                                                                | 4.31,03 CR                                 | Mireia Belmonte Spanien                                                     | 4.33,13                                 | Aimee Willmott Storbritannien                                            | 4.34,69                                 |
|                         |                                                                                      |                                            |                                                                             |                                         |                                                                          |                                         |
| 4×100 m frisim Detaljer | Sverige Michelle Coleman Magdalena Kuras Louise Hansson Sarah Sjöström               | 3.35,82 53,85 55,55 54,28 52,14            | Nederländerna Inge Dekker Maud van der Meer Esmee Vermeulen Femke Heemskerk | 3.36,26 54,50 54,49 52,78               | Italien Alice Mizzau Erika Ferraioli Giada Galizi Federica Pellegrini    | 3.37,63 55,25 54,14 54,59 53,65         |
| 4×200 m frisim          | Italien Alice Mizzau Stefania Pirozzi Chiara Masini Luccetti Federica Pellegrini     | 7.50,53 CR 1.58,34 1.57,63 1.58,06 1.56,50 | Sverige Michelle Coleman Louise Hansson Sarah Sjöström Stina Gardell        | 7.51,03 1.57,20 1.58,68 1.53,64 2.01,51 | Ungern Zsuzsanna Jakabos Evelyn Verraszto Boglarka Kapas Katinka Hosszú  | 7.54,23 1.59,25 1.59,59 1.58,71 1.56,58 |
|                         |                                                                                      |                                            |                                                                             |                                         |                                                                          |                                         |
| 4×100 m medley          | Danmark Mie Østergaard Nielsen Rikke Møller Pedersen Jeanette Ottesen Pernille Blume | 3.55,62 CR 1.00,37 1.06,07 56,15 53,03     | Sverige Ida Lindborg Jennie Johansson Sarah Sjöström Michelle Coleman       | 3.56,04 1.01,25 1.06,28 55,47 53,04     | Storbritannien Georgia Davies Sophie Taylor Jemma Lowe Francesca Halsall | 3.57,97 1.02,31 1.06,97 57,97 53,03     |

#### Mix lagkapp
| Event          | Guld                                                                        | Guld                               | Silver                                                                       | Silver                            | Brons                                                                            | Brons                             |
| 4×100 m frisim | Italien Luca Dotto Luca Leonardi Erika Ferraioli Giada Galizi               | 3.25,02 ER 48,78 48,01 53,83 54,40 | Ryssland Andrej Gretjin Vladimir Morozov Veronika Popova Margarita Nesterova | 3.25,60 48,76 48,31 53,96 54,57   | Frankrike Clement Mignon Gregory Mallet Anna Santamans Coralie Balmy             | 3.27,02 48,89 48,49 54,64 55,00   |
| 4×100 m medley | Storbritannien Chris Walker-Hebborn Adam Peaty Jemma Lowe Francesca Halsall | 3.44,02 WR 53,68 59,30 57,51 53,53 | Nederländerna Bastiaan Lijesen Bram Dekker Inge Dekker Femke Heemskerk       | 3.45,93 55,19 1.01,66 56,81 52,27 | Ryssland Vladimir Morozov Vitalina Simonova Vjatjeslav Prudnikov Veronika Popova | 3.47,34 53,81 1.07,33 52,58 53,62 |

Noteringar. 

WR - Världsrekord 

CR - Mästerskapsrekord 

NR - Nationsrekord

## Simhopp

### Tävlingsschema simhopp
| Gul | Försök och final |

| Gren / datum       | 18 mån | 19 tis | 20 ons | 21 tor | 22 fre | 23 lör | 24 sön |
| ------------------ | ------ | ------ | ------ | ------ | ------ | ------ | ------ |
| Individuellt 1 m   |        |        |        |        |        |        |        |
| Individuellt 3 m   |        |        |        |        |        |        |        |
| Individuellt 10 m  |        |        |        |        |        |        |        |
| Synkroniserat 3 m  |        |        |        |        |        |        |        |
| Synkroniserat 10 m |        |        |        |        |        |        |        |

| Gren / datum       | 18 mån | 19 tis | 20 ons | 21 tor | 22 fre | 23 lör | 24 sön |
| ------------------ | ------ | ------ | ------ | ------ | ------ | ------ | ------ |
| Individuellt 1 m   |        |        |        |        |        |        |        |
| Individuellt 3 m   |        |        |        |        |        |        |        |
| Individuellt 10 m  |        |        |        |        |        |        |        |
| Synkroniserat 3 m  |        |        |        |        |        |        |        |
| Synkroniserat 10 m |        |        |        |        |        |        |        |

| Gren / datum | 18 mån | 19 tis | 20 ons | 21 tor | 22 fre | 23 lör | 24 sön |
| ------------ | ------ | ------ | ------ | ------ | ------ | ------ | ------ |
| Lag          |        |        |        |        |        |        |        |

### Resultat

#### Herrar
| Event              | Guld                                      | Guld   | Silver                                 | Silver | Brons                                       | Brons  |
| Individuellt 1 m   | Patrick Hausding Tyskland                 | 428,65 | Jevgenij Kuznetsov Ryssland            | 422,40 | Matthieu Rosset Frankrike                   | 420,10 |
| Individuellt 3 m   | Patrick Hausding Tyskland                 | 487,85 | Ilja Zacharov Ryssland                 | 483,20 | Illja Kvasja Ukraina                        | 477,20 |
| Synkroniserat 3 m  | Ryssland Ilja Zacharov Jevgenij Kuznetsov | 464,64 | Tyskland Patrick Hausding Stephan Feck | 438,15 | Ukraina Oleksandr Gorshkovozov Illja Kvasja | 433,98 |
| Individuellt 10 m  | Viktor Minibajev Ryssland                 | 586,10 | Thomas Daley Storbritannien            | 535,45 | Sascha Klein Tyskland                       | 530,90 |
| Synkroniserat 10 m | Tyskland Patrick Hausding Sascha Klein    | 461,46 | Belarus Vadim Kaptur Yauheni Karaliou  | 421,80 | Ukraina Oleksandr Bondar Maksym Dolgov      | 415,17 |

#### Damer
| Event              | Guld                                           | Guld   | Silver                                | Silver | Brons                                  | Brons  |
| Individuellt 1 m   | Tania Cagnotto Italien                         | 289,30 | Kristina Ilinykh Ryssland             | 288,55 | Tina Punzel Tyskland                   | 286,70 |
| Individuellt 3 m   | Nadezhda Bazhina Ryssland                      | 322,80 | Tania Cagnotto Italien                | 318,25 | Nora Subschinski Tyskland              | 317,90 |
| Synkroniserat 3 m  | Italien Tania Cagnotto Francesca Dallapè       | 328,50 | Tyskland Tina Punzel Nora Subschinski | 313,50 | Ukraina Olena Fedorova Hanna Pysmenska | 307,20 |
| Individuellt 10 m  | Sarah Barrow Storbritannien                    | 363,70 | Noemi Batki Italien                   | 346,40 | Iuliia Ukraina                         | 341,35 |
| Synkroniserat 10 m | Ryssland Ekaterina Petukhova Yulia Timoshinina | 314,70 | Tyskland Maria Kurjo My Phan          | 290,01 | Ungern Villo Kormos Zsofia Reisinger   | 279,48 |

#### Lag
| Event | Guld                                       | Guld   | Silver                                    | Silver | Brons                             | Brons  |
| Lag   | Ryssland Viktor Minibajev Nadezjda Bazjina | 416,90 | Ukraina Oleksandr Bondar Julia Prokoptjuk | 409,75 | Tyskland Sascha Klein Tina Punzel | 390,95 |

## Öppet vatten-simning

### Tävlingsschema öppet vatten-simning
| Gul | Final |

| Gren / datum | 13 ons | 14 tor | 15 fre | 16 lör | 17 sön |
| ------------ | ------ | ------ | ------ | ------ | ------ |
| 5 km         |        |        |        |        |        |
| 10 km        |        |        |        |        |        |
| 25 km        |        |        |        |        |        |

| Gren / datum | 13 ons | 14 tor | 15 fre | 16 lör | 17 sön |
| ------------ | ------ | ------ | ------ | ------ | ------ |
| 5 km         |        |        |        |        |        |
| 10 km        |        |        |        |        |        |
| 25 km        |        |        |        |        |        |

| Gren / datum | 13 ons | 14 tor | 15 fre | 16 lör | 17 sön |
| ------------ | ------ | ------ | ------ | ------ | ------ |
| Lag          |        |        |        |        |        |

### Resultat

#### Herrar
| Event | Guld                         | Guld      | Silver                     | Silver    | Brons                      | Brons     |
| 5 km  | Daniel Fogg Storbritannien   | 53.41,4   | Rob Muffels Tyskland       | 54.01,8   | Thomas Lurz Tyskland       | 54.02,6   |
| 10 km | Ferry Weertman Nederländerna | 1:49.56,2 | Thomas Lurz Tyskland       | 1:49.59,0 | Jevgenij Drattsev Ryssland | 1:50.00,6 |
| 25 km | Axel Reymond Frankrike       | 4:59.18,8 | Jevgenij Drattsev Ryssland | 4:59.31,2 | Edoardo Stochino Italien   | 5:08.51,0 |

#### Damer
| Event | Guld                                | Guld      | Silver                              | Silver    | Brons                   | Brons     |
| 5 km  | Isabelle Härle Tyskland             | 57.55,7   | Sharon van Rouwendaal Nederländerna | 58.29,9   | Mireia Belmonte Spanien | 58.41,4   |
| 10 km | Sharon van Rouwendaal Nederländerna | 1:56.06,9 | Éva Risztov Ungern                  | 1:56.08,0 | Aurora Ponselè Italien  | 1:56.08,5 |
| 25 km | Martina Grimaldi Italien            | 5:19.14,1 | Anna Olasz Ungern                   | 5:19.21,0 | Angela Maurer Tyskland  | 5:19.21,4 |

#### Lag
| Event | Guld                                                               | Guld                    | Silver                                                           | Silver                          | Brons                                           | Brons                           |
| Lag   | Nederländerna Ferry Weertman Marcel Schouten Sharon van Rouwendaal | 55.47,8 55.47,7 55.47,8 | Grekland Spyridon Gianniotis Antonios Fokaidis Kalliopi Araouzou | 56.05,5 56.02,2 56,04,5 56.05,5 | Tyskland Rob Muffels Thomas Lurz Isabelle Härle | 56.14,8 56.10,6 56,12,8 56.14,8 |

## Konstsim

### Tävlingsschema konstsim
| Grön | Försök | Gul | Final |

| Konstsim \| Gren / datum \| 13 ons \| 14 tor \| 15 fre \| 16 lör \| 17 sön \| \| ------------ \| ------ \| ------ \| ------ \| ------ \| ------ \| \| Individuellt \| \| \| \| \| \| \| Par \| \| \| \| \| \| \| Lag \| \| \| \| \| \| \| Kombination \| \| \| \| \| \| |        |        |        |        |        |
| Gren / datum | 13 ons | 14 tor | 15 fre | 16 lör | 17 sön |
| Individuellt |        |        |        |        |        |
| Par |        |        |        |        |        |
| Lag |        |        |        |        |        |
| Kombination |        |        |        |        |        |

### Resultat
| Event        | Guld | Guld    | Silver | Silver  | Brons | Brons   |
| Individuellt | Svetlana Romasjina Ryssland | 95,8333 | Ona Carbonell Spanien | 93,7000 | Anna Voloshyna Ukraina | 92,3333 |
| Par          | Ryssland Darija Korobova Svetlana Kolesnitjenko | 96,1000 | Ukraina Lolita Ananasova Anna Volosjyna | 92,9000 | Spanien Ona Carbonell Paula Klamburg | 92,1667 |
| Lag          | Ryssland Vlada Tjigireva Svetlana Kolesnitjenko Anisya Olchova Jelena Prokofjeva Alla Sjisjkina Maria Sjurotjkina Gelena Topilina Darina Valitova Lilia Nizamova reserv Mikhaela Kalancha reserv                                          | 96,8333 | Ukraina Lolita Ananasova Olena Gretjykchina Olga Kondrasjova Oleksandra Sabada Kateryna Sadurska Anastasiya Savtjuk Kseniya Sydorenko Anna Volosjyna Oleksandra Kasjuba reserv Dana-Mariia Klymenko reserv Kateryna Reznik reserv Olha Zolotarova reserv | 94,0667 | Spanien Clara Basiana Alba María Cabello Ona Carbonell Margalida Crespí Sara Levy Meritxell Mas Cristina Salvador Paula Klamburg Clara Camacho reserv Cecilia Jiménez reserv                                      | 92,4667 |
| Kombination  | Ukraina Lolita Ananasova Olena Gretjychina Oleksandra Kasjuba Kateryna Reznik Oleksandra Sabada Kateryna Sadurska Anastasiya Savtjuk Kseniya Sydorenko Anna Volosjyna Olha Zolotarova Dana-Mariia Klymenko reserv Olga Kondrasjova reserv | 94,4333 | Spanien Clara Basiana Clara Camacho Ona Carbonell Margalida Crespí Sara Gijon Thaïs Henríquez Cecilia Jiménez Sara Levy Meritxell Mas Cristina Salvador Alba María Cabello reserv Paula Klamburg reserv                                                  | 93,0333 | Italien Elisa Bozzo Beatrice Callegari Camilla Cattaneo Linda Cerruti Francesca Deidda Costanza Ferro Manila Flamini Mariangela Perrupato Dalila Schiesaro Sara Sgarzi Alessia Pezone reserv Federica Sala reserv | 90,3333 |